# Ya'uq
Ya'uq, de acordo com o Alcorão, era uma divindade cultuada na época de Noé. Contudo, cultos de adoração a Ya'uq existiram, também, na época de Maomé.